# Apamea unita
Apamea unita là một loài bướm đêm thuộc họ Noctuidae. Loài này có ở Alberta phía nam đến Arizona.